# Leptodactylus cunicularius
Leptodactylus camaquara
Espèce
Statut de conservation UICN

 DD  : Données insuffisantes
Leptodactylus cunicularius est une espèce d'amphibiens de la famille des Leptodactylidae.

## Répartition
Cette espèce est endémique de l'État du Minas Gerais au Brésil. Elle se rencontre de 750 à 1 400 m d'altitude dans la Serra do Espinhaço,.

## Étymologie
Son nom d'espèce, du latin, cunicularius, « fouisseur », lui a été donné en référence aux trous creusés qui ressemblent à des terriers de lapin.

## Publication originale
- Sazima & Bokermann, 1978 : Cinco novas espécies de Leptodactylus do centro e sudeste brasileiro (Amphibia, Anura, Leptodactylidae). Revista Brasileira de Biologia, vol. 38, no 4, p. 899-912.